# 鬯部
鬯部，為漢字索引中的部首之一，康熙字典214個部首中的第一百九十二個（十劃的則為第六個）。就繁體和簡體中文中，鬯部歸於十劃部首。鬯部只以下方為部字。且無其他部首可用者將部首歸為鬯部。

## 部首單字解釋
1.古代祭祀時所用的香酒，以鬱金草和黑黍釀造而成。見說文。
2.弓袋，通韔。見字彙。
3.暢旺、茂盛的，通暢，如鬯茂。

## 字形

甲骨文
金文
大篆
小篆

## 字例
（依Unicode排名）
| 除部首外之筆劃 | 字例 -{ |
| -------------- | ------- |
| 0              | 鬯      |
| 17             | 鬰      |
| 19             | 鬱 }-   |